# حسن الباش
حسن الباش (ولد في طيرة حيفا عام 1946، توفي في دمشق في 27 نيسان 2016)، هو سياسي وباحث وصحفي وشاعر فلسطيني، له عدة أعمال فكرية وبحثية في مقارنات الأديان وفي التراث الشعبي.

## نشأته وتعليمه

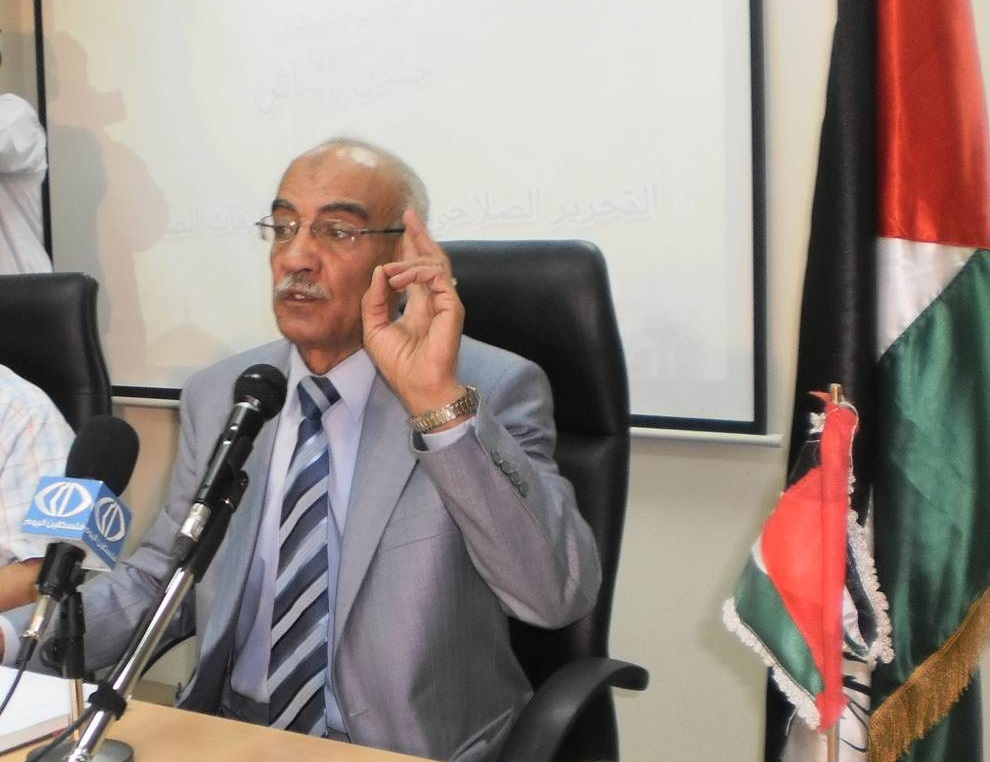

ولد الدكتور حسن الباش في شهر تشرين الثاني للعام 1946 في قرية طيرة حيفا في فلسطين، وهُجّرت أسرته في حرب عام 1948 بعد سقوط القرية في نيسان من ذلك العام، فلجأت إلى إلى نابلس ثم إربد، ثم إلى دمشق حيث سكنت في خيمة في حي الأمين (مخيم الأليانس)، اوانتقلت في عام 1960 إلى مخيم اليرموك. تزوج عام 1975، وله سبعة أبناء.
درس الابتدائية والإعدادية في مدرسة فلسطين في مخيم الأليانس بحي الأمين في دمشق، ودرس الثانوية في ثانوية جودت الهاشمي بدمشق، ثم درس الأدب العربي في جامعة حلب، ثم في جامعة دمشق التي تخرج منها عام 1974 بإجازة في اللغة العربية، كما حصل على دبلوم دراسات عليا من كلية الإمام الأوزاعي في بيروت، وعلى الماجستير من جامعة أم درمان في المقارنة بين القران والتوراة، ثم على شهادة الدكتوراه من نفس الجامعة في المقارنة بين القران والأناجيل النصرانية.

## عمله في سلك التعليم
عمل في التدريس منذ العام 1973 حتى العام 1990 وتنقل خلالها بين مدارس محافظة دمشق وريفها، إضافة إلى عامين قضاهما في مدارس مدينة الرقة، ثم مديراً لثانوية سوق وادي بردى بريف دمشق، ثم عمل مدرساً لمادة مقارنة الأديان ومادة التاريخ في كلية الدعوة الإسلامية بدمشق، واستقال من العمل من مهنة التدريس في العام 1990.
لعب دورا تربويا وتعليميا في مخيم اليرموك حيث حاضر في مقر كشافة فلسطين في الاعوام 1972 إلى 1983.

## نشاطه السياسي والصحفي
انضم إلى حركة فتح في العام 1964 قبل انطلاقتها المسلحة بعام، وتدرج في عملها التنظيمي ليصل إلى أمين سر شعبة (شعبة شهداء أيلول) ثم ترك التنظيم في العام 1981.
كان أحد المؤسسين لفرع اتحاد الكتاب والصحفيين الفلسطينيين في سورية في النصف الأول من سبعينيات القرن العشرين.
عمل في الهيئة الخيرية لإغاثة الشعب الفلسطيني وكان رئيسا لتحرير مجلتها الخيرية، ثم ترأس مجلس إدارة هيئة القدس الخيرية إلى حين وفاته.
إنضم عام 1989 إلى حركة الجهاد الاسلامي، وتفرغ لبناء جهاز إعلامي للحركة، فأشرف إلى جانب الدكتور فتحي الشقاقي على إصدار نشرة «المجاهد» الأسبوعية ومجلة «الأمة» الشهرية، ومجلة «قراءات سياسية» الفصلية، ثم تولى رئاسة تحرير مجلة «الإسلام وفلسطين».
ترأس عدة لجان مفاوضات لتحييد مخيم اليرموك عن الصراع الدائر في سورية وكان آخرها اللجنة الشعبية لمخيم اليرموك الذي ظل يترأسها حتى وفاته.
أصبح عضواً في الأمانة العامة لاتحاد الكتاب والصحفيين الفلسطينيين منذ تسعينيات القرن الماضي حتى وفاته، وكان عضواً في اتحاد الأدباء والكتاب العرب.

## العمل البحثي والأدبي
تجاوزت مؤلفاته 40 كتاباً والبعض منها لم ينشر بعد، وله مئات المقالات والمنشورات في الأدب الصهيوني والقدس وفلسطين وقضايا فكرية وسياسية وتاريخية، وحقق العديد من الكتب والمخطوطات

### في مقارنة الأديان
- القرآن والتوراة اين يلتقيان واين يختلفان
- العقيدة النصرانية بين القرآن والاناجيل
- إبراهيم عليه السلام كاهن التوراة أم نبي القرآن
- موسى عليه السلام وترتيلة التوحيد
- الكتاب والتوراة عندما باع الحاخامات موسى عليه السلام
- سليمان عليه السلام صرخة النبوة في وجه الخرافة التوراتية
- إنجيل برنابا
- علم مقارنة الاديان –اصوله ومناهجه ومساهمة علماء المسلمين والغرب في تاصيله

### أعمال فكرية وسياسية
- زحف العنصرية ومواجهة الإسلام
- صدام الحضارات، حتمية قدرية أم لوثة بشرية
- الإسلام وثقافة الهزيمة، نقيضان في المواجهة
- الشرق والغرب مركزية الحضارة ونظرية الإقصاء
- القدس بين سورة الإسراء ووعد الآخرة
- القدس بين رؤيتين، هل تحسم النبوءات الصراع
- الأماكن الإسلامية المقدسة حق المسلمين الضائع
- الإنسان في ميزان القرآن
- القرآن وحوار العقل
- منهج التعارف الإنساني في الإسلام
- موقف الإسلام من السحر والخرافة
- عبدة الشيطان وحركات انحرافيه أخرى
- منهج الجهاد القرآني
- مولد محمد صلى الله عليه وسلم مفتاح التاريخ الإسلامي
- التربية الصهيونية من عنصرية التوراة إلى دموية الاحتلال
- الفكرة الصهيونية الأدب العنصري
- برتوكولات صهيونية من التنظير إلى التدمير
- العقائد الوثنية في الديانة اليهودية
- العمليات الاستشهادية
- عز الدين القسام شيخ المجاهدين

### في التراث الشعبي
- الاغنية الشعبية الفلسطينية
- أغاني وألعاب الأطفال في التراث الشعبي
- الميثولوجيا الكنعانية والاغتصاب التوراتي
- المعتقدات الشعبية في التراث الشعبي
- العرس الفلسطيني

### أعمال شعرية
- من الجرح يبتدئ البرق (ديوان)
- مسافر وزادي معي (ديوان)
- له أكثر من خمسين قصيدة غنتها فرقة العاشقين في أربعة تسجيلات لها بعنوان: *العهد في رثاء الدكتور فتحي الشقاقي *أهازيج الدم والجهاد *ملحمة جنين *شهداءالخليل
- ديوانان جاهزان للطباعة وفيهما قصيدة رثاء لنفسه كتبها قبل أيام من وفاته

## جوائز وتكريم
- «جائزة القدس» المقدمة من الاتحاد العام للأدباء والكتاب العرب.[1]
- جائزة القدس للفكر المقاوم عام 2000.

## وفاته
توفي بعد تهجيره من المخيم بعد صراع مع المرض عن عمر يناهز 70 عاماً، في 27-04-2016 ودفن في مقبرة مخيم اليرموك.